# Berta Karlik
Berta Karlik (Viena, Imperio austrohúngaro, 24 de enero de 1904-Viena, 4 de febrero de 1990) fue una física austriaca. Trabajó para la Universidad de Viena, en la que fue la primera mujer profesora. Trabajando con Ernst Foyn publicó un artículo sobre la radiactividad del agua de mar. Descubrió que el elemento 85, el astato, es un producto de procesos de decaimiento naturales. El elemento fue sintetizado por primera vez en 1940 por Dale R. Corson, K. R. MacKenzie y Emilio Segrè, tras su búsqueda en vano por varios científicos en minerales radiactivos.

## Biografía

### Primeros años y educación
Berta Karlik nació en Viena en una familia de clase alta y recibió su educación elemental en casa. Durante su educación aprendió a tocar el piano, así como a hablar y escribir francés, neerlandés e inglés. Entre 1919 y 1923 asistió al Reform-Realgymnasium y tras graduarse en 1923 fue aceptada como estudiante regular en la facultad de filosofía de la Universidad de Viena hasta 1928, cuando recibió su doctorado.
Siendo estudiante universitaria Karlik se convirtió en un miembro esencial del grupo de investigación de Hans Pettersson en el Instituto del Radio, estando especializada en el contador de escintilaciones. Karlik también recibió una beca de la Federación Internacional de Mujeres Universitarias que requería que viajara mientras trabajaba para el Instituto del Radio.
Tras recibir su grado en física Karlik aceptó un puesto de profesora en el Realgymnasium en Viena, donde ella misma había estudiado.

### Entrando en el campo
En 1930 Karlik encontró un trabajo en un laboratorio dirigido por William Bragg en Londres. Allí trabajó en cristalografía y usó rayos X para estudiar la estructura de cristales. El conocimiento en radiofísica de Karlik atrajo la atención de las destacadas cristalógrafas Ellie Knaggs y Helen Gilchrist. El mismo año que formó un grupo con estas dos mujeres fue el mismo año que visitó por primera vez el laboratorio de Marie Curie en París, donde vio el comienzo de su larga correspondencia con otras varias famosas físicas.
Aunque Karlik mandaba ocasionalmente cartas a Marie Curie mantuvo correspondencia regular con otras físicas notables como Ellen Gleditsch y Eva Resmtedt, dos de las investigadoras de Curie, así como con Lise Meitner, que fue muy cercana a Karlik durante casi toda su vida. A lo largo de su vida concertó encuentros con Meitner, que trabajó con el equipo responsable del descubrimiento de la fisión nuclear.

### Investigación
Tras estudiar en París y Londres empezó a trabajar en el Institut für Radiumforschung (Instituto para la Investigación del Radio) en Viena en 1931. Desde 1937 se le permitió dar clases, y avanzó lentamente en la jerarquía del instituto.
Simultáneamente Karlik se unió a un grupo de investigación del agua de mar liderado por el físico sueco Hans Pettersson. Uniendo su conocimiento en oceanografía y radiactividad, Karlik ayudó a despertar la inquietud por el problema biológico de la contaminación de uranio en el agua de mar.
Durante la Segunda Guerra Mundial hizo su descubrimiento más importante, que el elemento con número atómico 85, el astato, era producto de decaimiento natural. El principal uso del astato es en radioterapia para eliminar células cancerígenas. Debido al descubrimiento, Karlik obtuvo el premio Haitinger de química de la Academia Austriaca de Ciencias en 1947.
Se convirtió en directora provisional del instituto en 1945 y oficial en 1947 tras el descubrimiento de la existencia del astato. Karlik fue la primera mujer en ser catedrática (ordentliche professur) en la Universidad de Viena en 1956. Se retiró en 1973 pero siguió trabajando en el instituto hasta su muerte en 1990.

### Publicaciones
- "An Alpha-Radiation Ascribed to Element 85," S.B.Akad. Wiss. Wien, 152:Abt. IIa (Nos. 6-10) 103-110(1943), con T. Bernert.[4]
- "Element 85 in the Natural Disintegration Series," Z. Phys., 123: (Nos. 1-2) 51-72 (1944), con T. Bernert.[4]
- "Uranium Content of Seawater," Akad. Wiss. Wien, Ber, 144:2a (Nos.5-6) 217-225 (1935), con F. Hernegger.[4]